# Aéroport de Heho
L'aéroport de Heho ( birman : ဟဲဟိုးလေဆိပ် ; code IATA : HEH • code OACI : VYHH         , est un aéroport desservant Heho  une ville du canton de Kalaw, district de Taunggyi, État Shan, Myanmar. C'est le principal aéroport desservant le lac Inle et Taunggyi, l'ancienne des principales destinations touristiques du Myanmar. 

## Situation
| Bhamo Îles Coco Dawei Hanthawaddy Heho Homalin Hpa-An Kalaymyo Kawthaung Kengtung Khamti Ann Kyaukpyu Kyauktu Lashio Loikaw Magway Mandalay Mawlamyaing Monghsat Monywa Myeik Myitkyina Naypyidaw Bagan · Nyaung U Pakokku Pathein Pauk Putao Sittwe Tachilek Thandwe Rangoun |

## Compagnies aériennes et destinations
| Compagnies                | Destinations                                                                                           |
| ------------------------- | --- |
| Air KBZ                   | Mandalay, Thandwe (en), Rangoun (Yangon)                                                               |
| Asian Wings Airways       | Mandalay, Rangoun (Yangon)                                                                             |
| Mann Yatanarpon Airlines  | Kengtung (en), Mandalay, Myitkyina (en), Bagan/Nyaung-U, Tachilek (en), Thandwe (en), Rangoun (Yangon) |
| Myanmar National Airlines | Kengtung (en), Lashio (en), Monghsat, Bagan/Nyaung-U, Tachilek (en), Rangoun (Yangon)                  |
| Yangon Airways            | Mandalay, Rangoun (Yangon)                                                                             |

Édité le 17/05/2020

## Galerie

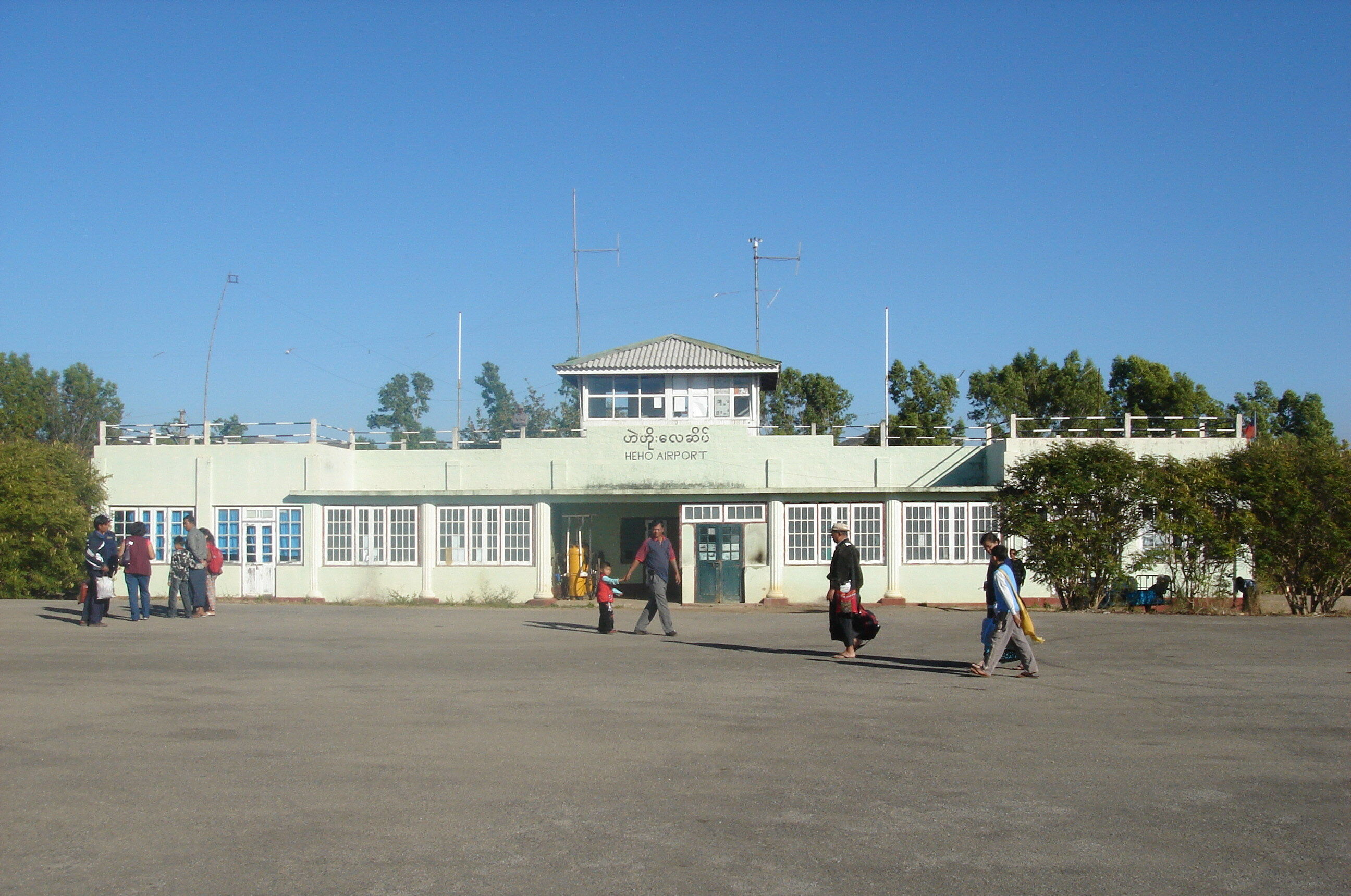
Ancien bâtiment de l'aéroport de Heho
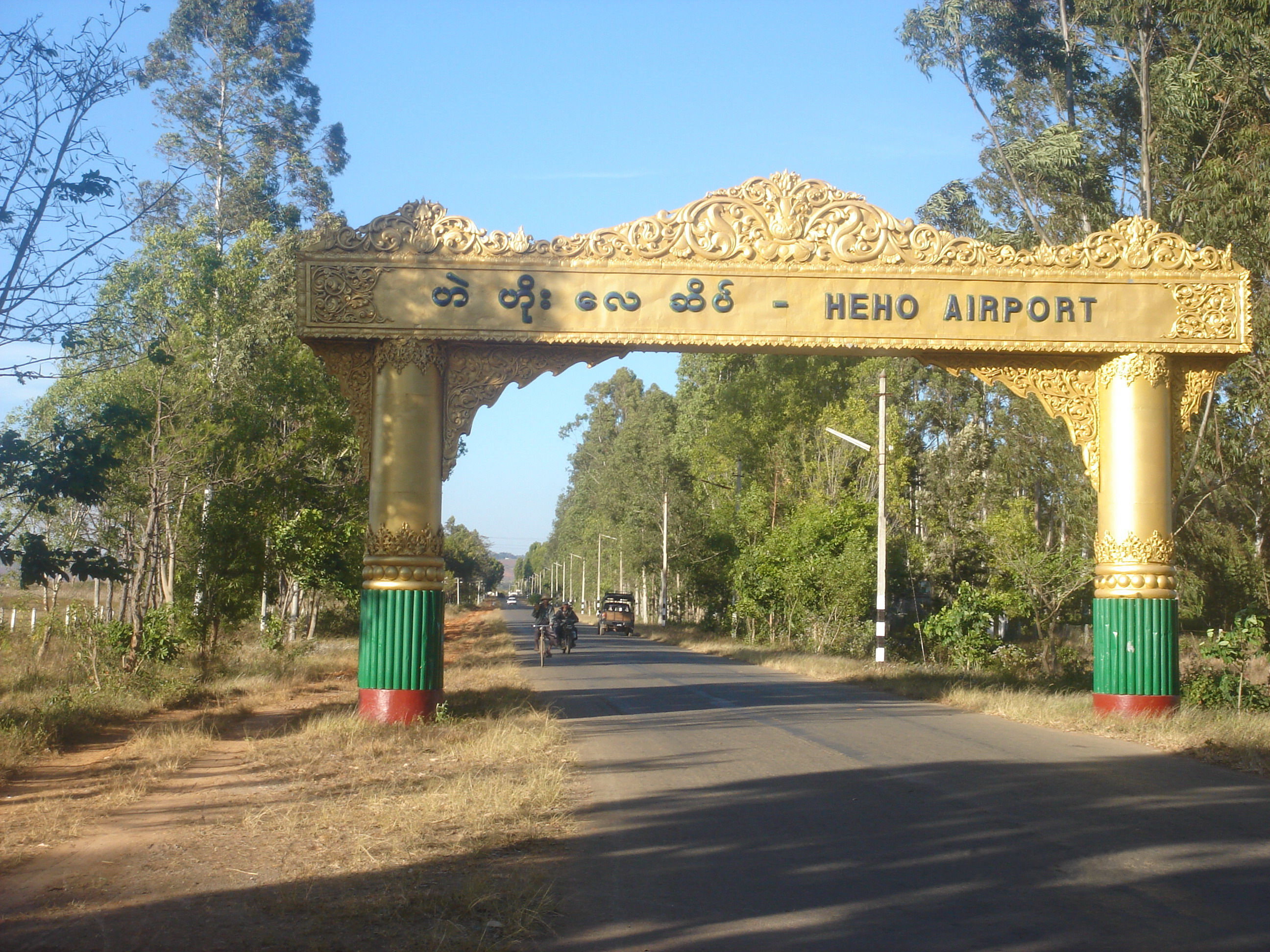
Entrée principale de l'aéroport de Heho
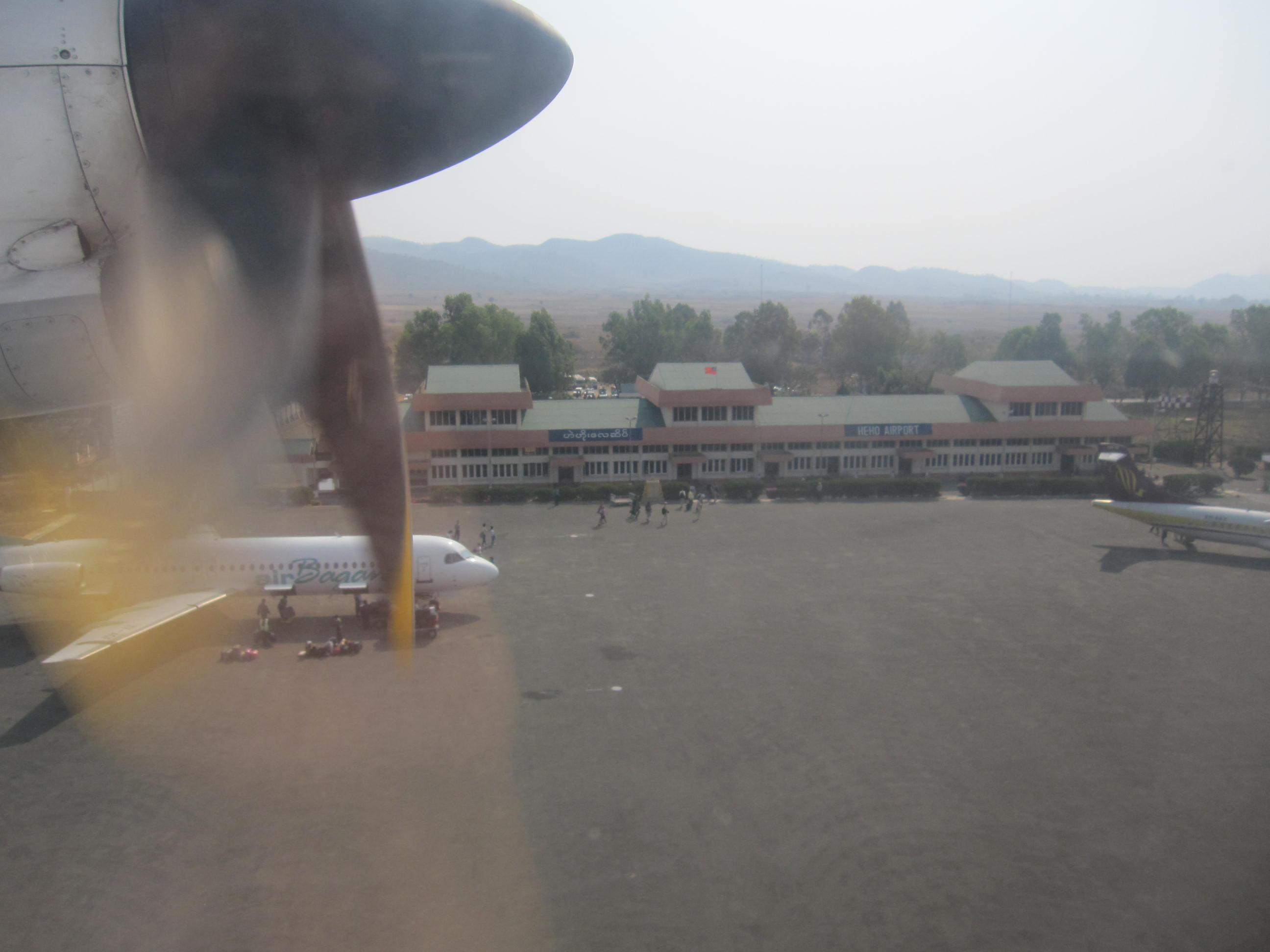
Vue aérienne de l'aéroport de Heho